# Episodi de L'ispettore Tibbs (quinta stagione)
La quinta stagione della serie televisiva L'ispettore Tibbs è stata trasmessa in anteprima negli Stati Uniti d'America dalla NBC tra il 1º ottobre 1991 e il 19 maggio 1992.
| nº | Titolo originale       | Titolo italiano           | Prima TV USA     | Prima TV Italia   |
| -- | ---------------------- | ------------------------- | ---------------- | ----------------- |
| 1  | A Woman Much Admired   |                           | 1º ottobre 1991  |                   |
| 2  | Baby for Sale          | Bambino in vendita        | 8 ottobre 1991   | 30 agosto 1993    |
| 3  | Obsession              | Ossessione                | 22 ottobre 1991  | 9 luglio 1993     |
| 4  | Liar's Poker           |                           | 29 ottobre 1991  |                   |
| 5  | Ruda's Awakening       |                           | 5 novembre 1991  |                   |
| 6  | Unfinished Business    |                           | 12 novembre 1991 |                   |
| 7  | The More Things Change |                           | 19 novembre 1991 |                   |
| 8  | Sweet, Sweet Blues     |                           | 26 novembre 1991 |                   |
| 9  | Sparta Gold            |                           | 3 dicembre 1991  |                   |
| 10 | An Eye for an Eye      | Occhio per occhio         | 10 dicembre 1991 | 9 agosto 1993     |
| 11 | The Littlest Victim    | Salvate il più piccolo    | 17 dicembre 1991 | 16 agosto 1993    |
| 12 | The Landlord           |                           | 7 gennaio 1992   |                   |
| 13 | Fool for Love          | Pazzo d'amore             | 14 gennaio 1992  | 13 settembre 1993 |
| 14 | Love, Honor and Obey   | Per un milione di dollari | 4 febbraio 1992  | 12 luglio 1993    |
| 15 | Odessa                 |                           | 11 febbraio 1992 |                   |
| 16 | A Time to Trust        |                           | 18 febbraio 1992 |                   |
| 17 | By Means Most Foul     | Per un milione di dollari | 25 febbraio 1992 | 12 luglio 1993    |
| 18 | Trundel's Will Be Done | Nel nome del padre        | 3 marzo 1992     | 27 settembre 1993 |
| 19 | Moseley's Lot          | Quel ragazzo è matto      | 31 marzo 1992    | 2 agosto 1993     |
| 20 | Family Reunion         |                           | 20 aprile 1992   |                   |
| 21 | Sanctuary              |                           | 12 maggio 1992   |                   |
| 22 | The Law on Trial       |                           | 19 maggio 1992   |                   |